# Davoud Seyed Abbasi
Davoud Seyed Abbasi (en persa: داود سید عباسی‎, Teherán, Irán; 20 de febrero de 1977) es un exfutbolista y entrenador de fútbol iraní que jugaba en la posición de centrocampista.

## Carrera

### Club
| Periodo   | Club                 | Apariciones | Goles |
| --------- | -------------------- | ----------- | ----- |
| 2000-2001 | Fajr Sepasi FC       | 18          | 4     |
| 2001-2002 | Esteghlal FC         | 20          | 1     |
| 2002–2003 | Sanat Naft Abadan FC | 23          | 6     |
| 2003–2004 | Esteghlal FC         | 22          | 2     |
| 2004–2005 | Sepahan FC           | 16          | 1     |
| 2005–2007 | Persepolis FC        | 30          | 0     |
| 2007–2008 | Steel Azin FC        | 8           | 0     |
| 2008–2010 | FC Aboomoslem        | 29          | 1     |
| 2010–2011 | Aluminium Hormozgan  | 17          | 4     |
| 2011–2012 | Paykan FC            | 9           | 0     |
| 2012–2014 | Parseh FC            | 20          | 1     |

### Selección nacional
Jugó para Irán en 13 ocasiones de 2002 a 2004 y estuvo en la Copa Asiática 2000.

### Entrenador
| Periodo   | Club            |
| --------- | --------------- |
| 2015–2017 | Parseh FC       |
| 2021–2022 | Shahr Khodro FC |

## Logros
- Copa Hazfi (2): 2000/01, 2001/02